# Ruben Studdard
Christopher Ruben Studdard (né le 12 septembre 1978, à Francfort-sur-le-Main, de parents américains), connu comme Ruben Studdard, est un chanteur américain de funk/RnB, second gagnant de l'émission de télévision American idol.

## Discographie

### Albums
| 2003                                                  | Soulful - Label: J Records (#54639) - Format: CD         | 1  | 1 | — | — | RIAA certification: Platinum U.S. sales: 1.8 million |
| 2004                                                  | I Need an Angel - Label: J Records (#62623) - Format: CD | 20 | 6 | 1 | — | RIAA certification: Gold U.S. sales: 483,000         |
| 2006                                                  | The Return - Label: J Records (#78961) - Format: CD      | 8  | 2 | — | — | RIAA certification: n/a U.S. sales: 238,000          |
| 2009                                                  | Love Is - Label: Hickory Records (#301005) - Format: CD  | 36 | 8 | — | 5 | RIAA certification: n/a U.S. sales: 27,000           |
| "—" denotes the album failed to chart or not released |                                                          |    |   |   |   |                                                      |

### Singles
| Année | Titre                             | Classement | Classement | Classement | Album           |
| Année | Titre                             | US         | US R&B     | Urban      | Album           |
| ----- | --------------------------------- | ---------- | ---------- | ---------- | --------------- |
| 2003  | "Flying Without Wings"            | 2          | 13         | 27         | Soulful         |
| 2003  | "Superstar"                       | 112        | 2          | —          | Soulful         |
| 2004  | "Sorry 2004"                      | 9          | 2          | —          | Soulful         |
| 2004  | "What If"                         | —          | 47         | —          | Soulful         |
| 2004  | "I Need an Angel"                 | —          | —          | 32         | I Need an Angel |
| 2006  | "Change Me"                       | 94         | 18         | 1          | The Return      |
| 2007  | "Make Ya Feel Beautiful"          | —          | 32         | 6          | The Return      |
| 2008  | "Celebrate Me Home"               | —          | —          | —          | single          |
| 2009  | "Together"                        | —          | 60         | —          | Love Is         |
| 2009  | "Don't Make 'Em Like You No More" | —          | —          | 40         | Love Is         |

### Autres albums
- Ain't Misbehavin' (2009 Cast Recording)
  - "Honeysuckle Rose" duo avec Frenchie Davis
  - "The Jitterbug Waltz" avec Patrice Covington & Company
  - "Lounging At The Waldorf" avec Frenchie Davis, Trenyce Cobbins & Patrice Covington
  - "Your Feet's Too Big"

## Filmographie
- Scooby Doo 2 (2004)
- One on One (2004)
- 8 Simple Rules (2005)
- Life on a Stick (2005)
- All of Us (2005)
- Natural Born Komics (2006)
- Eve (2006)
- Lifted (2011)
- The Perfect Gift (2011)